# Токарево (Свердловская область)
Токарево — деревня в Сысертском районе Свердловской области России. Входит в Сысертский муниципальный округ.
Ранее деревня входила в состав Черданского сельсовета Сысертского района.

## Географическое положение
Токарево расположено в лесной местности, на левом берегу реки Сысерти, в одном километре ниже села Черданцева. Деревня находится в 35 километрах к юго-востоку от города Екатеринбурга и в 15 километрах на северо-восток от города Сысерти (по автодороге в 16 километрах). Климат благоприятствует здоровью жителей. Почва глинистая и каменистая; пашни гористые, изрезаны оврагами, для земледелия неудобны.

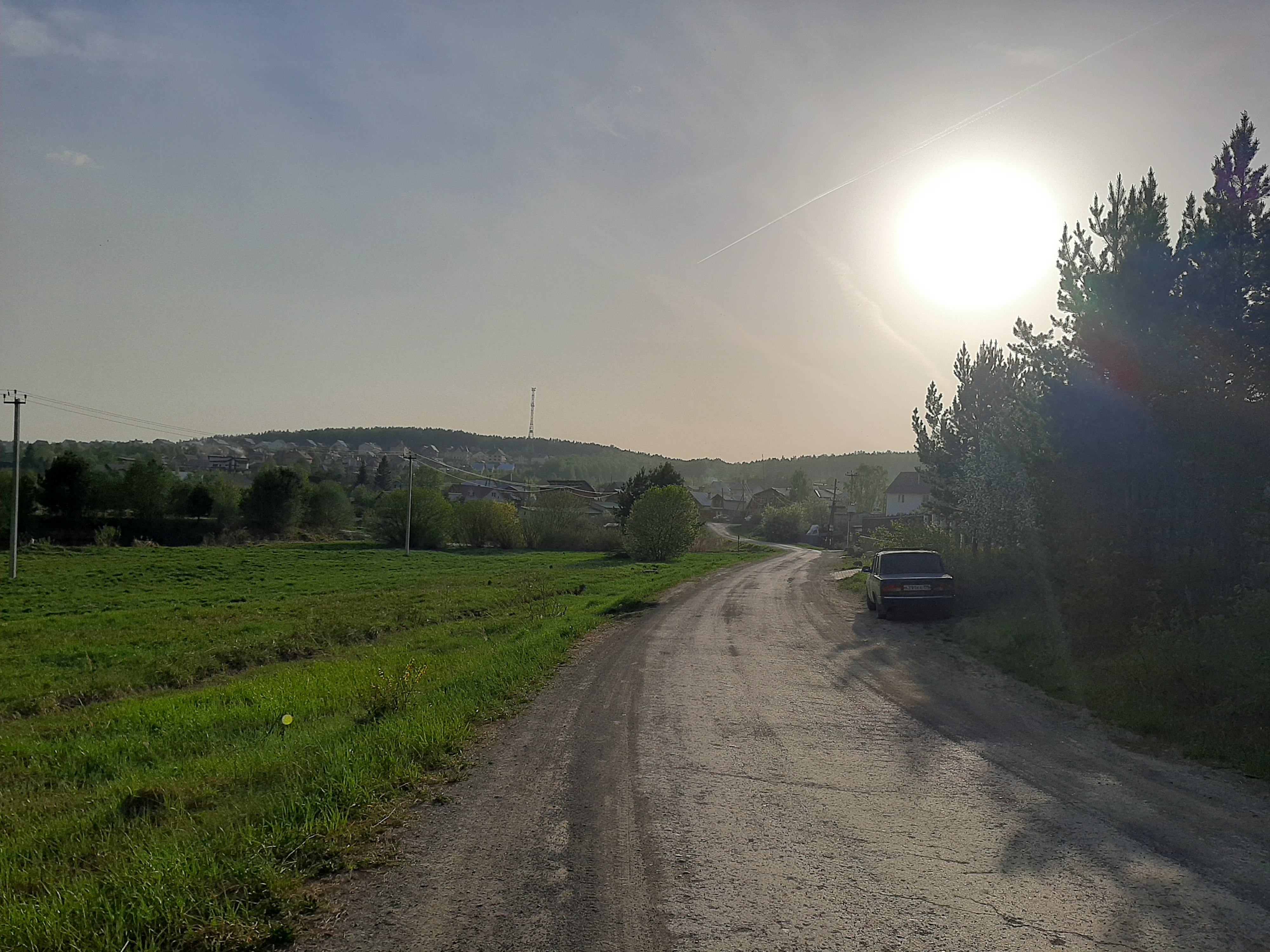

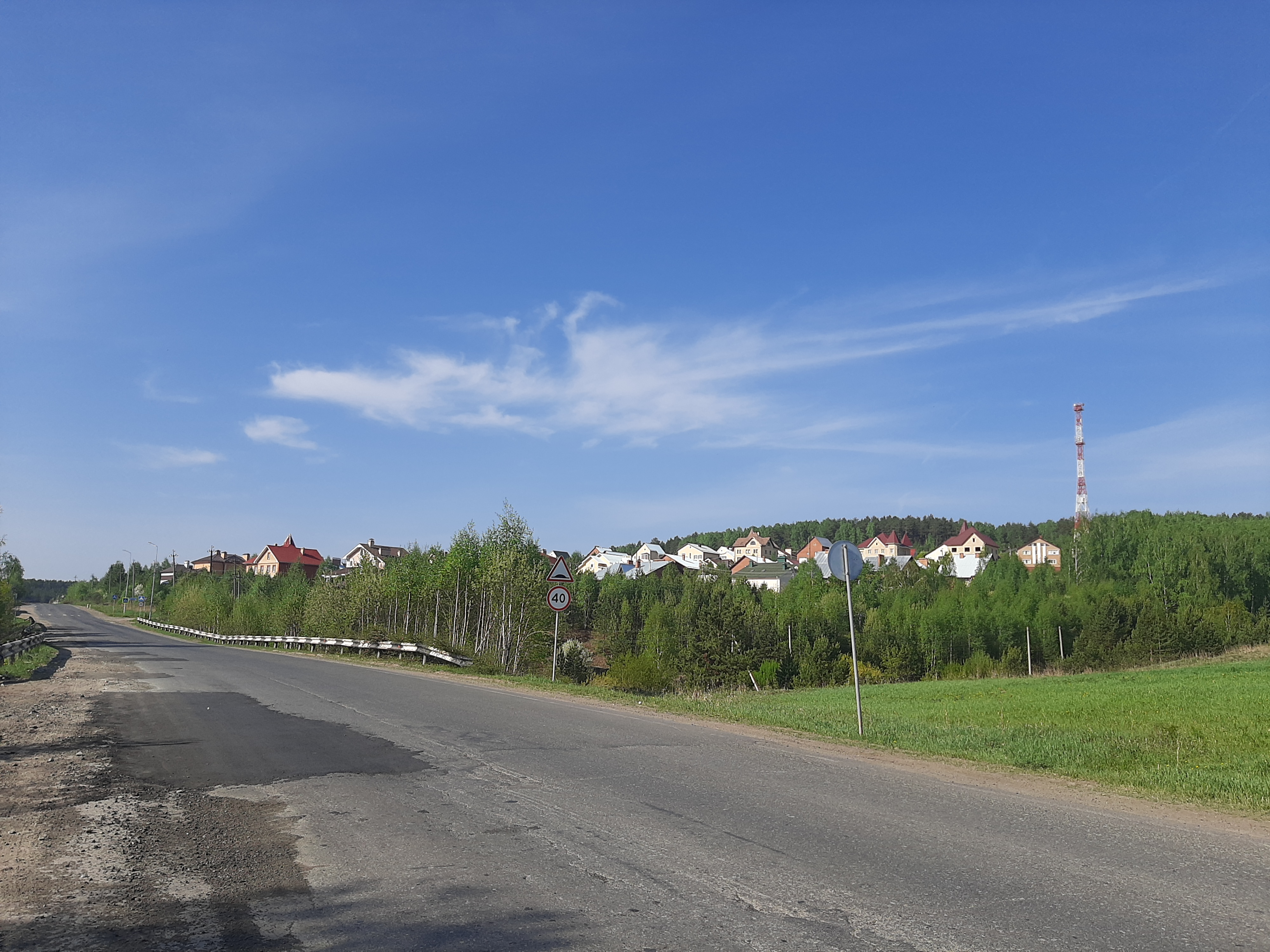

## История деревни
До 1868 года селение входило в состав прихода Свято-Троицкой церкви Арамильского села, а с 1868 года приход относился к Владимирской церкви Чердынцевского села. В 1900-х годах в деревне проживали государственные крестьяне, которые занимались в основном земледелием, а в зимнее время перевозкой железа из Сысертских заводов в Екатеринбург и на железнодорожную станцию Мраморскую.
В начале XX века по 6 числам августа ежегодно из Черданцева в деревню до 1917 года совершался крестный ход.

## Инфраструктура
В деревне Токарево работает магазин. Промышленных предприятий в деревне нет. Жители ведут подсобное хозяйство и работают в соседних населённых пунктах.
До деревни можно добраться на автобусе из Екатеринбурга и Сысерти.

## Население
| 2002 | 2010 | 2021 |
| ---- | ---- | ---- |
| 104  | ↗171 | ↘137 |